# Cannington Lake
Cannington Lake är en sjö i Kanada.   Den ligger i provinsen Saskatchewan, i den sydöstra delen av landet, 2 000 km väster om huvudstaden Ottawa. Cannington Lake ligger 728 meter över havet. Arean är 1,4 kvadratkilometer. Den sträcker sig 2,0 kilometer i nord-sydlig riktning, och 1,6 kilometer i öst-västlig riktning.
Omgivningarna runt Cannington Lake är en mosaik av jordbruksmark och naturlig växtlighet. Trakten runt Cannington Lake är nära nog obefolkad, med mindre än två invånare per kvadratkilometer.